# Zaboloteni
Zaboloteni – wieś w Rumunii, w okręgu Jassy, w gminie Trifești. W 2011 roku liczyła 742 mieszkańców.